# Образцова, Наталья Владимировна
Ната́лья Влади́мировна Образцо́ва (9 февраля 1915, Таганрог, область Войска Донского — 5 июля 2004, Таганрог, Ростовская область) — советская и российская поэтесса.

## Биография
Наталья Образцова родилась в Таганроге 9 февраля 1915 года. Отец — Владимир Алексеевич Образцов, учитель словесности мужской гимназии, приехавший вместе с женой Клавдией Васильевной в Таганрог из Москвы в 1914 году, после окончания Высших педагогических курсов П. Г. Шелапутина. Отец Натальи Образцовой серьёзно занимался изучением творчества А. П. Чехова, собирал воспоминания о нём. В 1929 году он был секретарем городской комиссии по проведению мероприятий, посвященных 25-й годовщине со дня смерти А. П. Чехова.
Окончила в Таганроге среднюю школу № 10. В 1930 году, после смерти отца, поступила в школу фабрично-заводского ученичества при Таганрогском инструментальном заводе № 65 им. т. Сталина. Приобретя специальность токаря-универсала 5-го разряда, поступила на металлургический рабфак, который окончила в 1935 году. В том же году была направлена на учёбу в Ленинградский политехнический институт.
Великая Отечественная война застала Образцову в Ленинграде. В самом начале войны на Ленинградском фронте погибли её муж, студент политехнического института Семён Иванович Егоров, и брат Николай Владимирович Образцов, оба были добровольцами. 
Наталья Владимировна пережила блокаду и весной 1942 года была вывезена из Ленинграда по Дороге жизни. Работала токарем в МТС зерносовхоза в посёлке Инжавино Тамбовской области. 
После освобождения Таганрога, в декабре 1943 года вернулась в родной город к матери и маленькой дочери Люсе. С тех пор вся жизнь и творчество Н. В. Образцовой были связаны с Таганрогом. Работала диспетчером учебной части Таганрогского радиотехнического института.

## Книги
- Наталья Образцова. Город над морем. Стихи. — Ростов-на-Дону: Ростовское книжное издательство, 1957.
- Наталья Образцова. Звезды шумят. Стихи. — Ростов-на-Дону: Ростовское книжное издательство, 1962.
- Наталья Образцова. Экран. Стихи. — Ростов-на-Дону: Ростовское книжное издательство, 1965.
- Наталья Образцова. Цимлянская лоза. Стихи. — Ростов-на-Дону: Ростовское книжное издательство, 1970.
- Наталья Образцова. Волны. Стихи. — Ростов-на-Дону: Ростовское книжное издательство, 1982.
- Наталья Образцова. Солнце юга. Стихи. — Ростов-на-Дону: Ростовское книжное издательство, 1986.
- Наталья Образцова. Орион. Стихи. — Таганрог: Сфинкс, 1992.
- Наталья Образцова. Осенние зарницы. Стихи разных лет. — Таганрог: ТРТУ, 1995.
- Наталья Образцова. Озеро. Стихи. — Таганрог: Изд-во Международного института китайской медицины, 1998.
- Наталья Образцова. Радиус детства. — Таганрог: БАННЭРплюс, 2004. — 72 с. — ISBN 5-98472-008-6.

## Журналы
- 1968 — Наталья Образцова — статья «Шаги к солнцу» о творчестве П. Шелохонова — Журнал «Театральная жизнь» № 2, Москва, 1968

## Память
- В 2012 году в Таганроге на здании средней школы № 10, которую окончила Наталья Образцова, была открыта мемориальная доска в память о годах, проведённых поэтессой в этих стенах.